# 高仁谦
高仁谦（?—?），又作高仁让，渤海郡蓨縣（今河北景縣）人，北齊武成帝高湛第十三子。
天統三年六月二十日（567年7月11日），北齐后主高纬皇弟高仁几为西河王，高仁邕为乐浪王，高仁俭为颍川王，高仁雅为安乐王，高仁直为丹杨王（丹阳王），高仁谦为东海王。北齐灭亡，高仁谦与后主死于长安。。